# نووی سیپ
نووی سیپ (به صربی: Novi Sip) یک منطقهٔ مسکونی در صربستان است که در کلادووا واقع شده‌است. نووی سیپ ۹۰۹ نفر جمعیت دارد.